# Јелена Серова
Јелена Олеговна Серова (рус. Елена Олеговна Серова; 22. април 1976) је руска политичарка и бивши космонаут агенције Роскосмос. Изабрана је у космонаутској групи 2006. године, а први и једини пут полетела је у свемир у септембру 2014. и вратила се на Земљу у марту 2015. године након шестомесечног боравка на Међународној свемирској станици. Она је тек четврта жена космонаут из Русије. Пре ње, у свемир су летеле Валентина Терешкова (прва жена у свемиру), Светлана Савицка (прва жена која је учествовала у свемирској шетњи) и Јелена Кондакова.

## Лични подаци
Јелена Серова рођена је у селу Воздвиженка недалеко од града Усуријска на Далеком истоку Русије. У том месту остала је до 1988. године, када је њен отац, који је радио у војсци Совјетског Савеза, добио премештај у Немачку, где се њена цела породица преселила. Након тога, вратила се у Москву, где је касније на Московском ваздухопловном институту упознала и свог будућег мужа.
Јелена је удата, а муж јој је колега космонаут Марк Серов, који је за космонаута изабран 2003. године али се пензионисао пре него што је иједном полетео у орбиту. Заједно имају једну ћерку. Јелена је једна од пет космонаута који су изабрани да подигну руску заставу на церемонији отварања Зимских олимпијских игара у Сочију у фебруару 2014. године.

## Космонаутска каријера
Крајем 2011. директор Роскосмоса Владимир Поповкин објавио је да ће Серова 2014. године полетети у орбиту летелицом Сојуз ТМА-14М и боравити на МСС као летачки инжењер Експедиција 41/42 у трајању од шест месеци. Током свог првог лета Серова је у орбити спроводила разне експерименте у области биофизике и медицине. На Земљу се вратила након више од 167 дана у орбити.

## Политичка каријера
У септембру 2016. године Серова је дала отказ на место космонаута агенције Роскосмос, јер је на тада одржаним парламентарним изборима ушла у Државну думу као члан Јединствене Русије.